# Писцовые книги Шелонской пятины письма Матвея Ивановича Валуева 7006, 7007 годов
Писцовые книги Шелонской пятины письма Матвея Ивановича Валуева 7006, 7007 годов — старейшие сохранившиеся писцовые книги Шелонской пятины Новгородской земли. Были составлены писцом Матвеем Ивановичем Валуевым в 1497/98 году и дополнены в следующем 1498/99 году. Дошли до нашего времени в нескольких архивных делах.

## О составителе
Возглавлял перепись Матвей Иванович Валуев. Известно о нём не так много. Происходил он из старинного рано потерявшего место в великокняжеской думе боярского рода. В 1495 году он упоминается среди свиты невесты Елены, дочери Ивана III, во время её замужества с литовским великим князем Александром.

## Писцовая книга Шелонской пятины письма Матвея Ивановича Валуева 7006 года

### Первоначальное содержание
Как уже сообщалось, писцовая книга была составлена Матвеем Ивановичем Валуевым в 1497/98 году. В ней были описаны великокняжеские, церковные, помещичьи и земецкие (своеземские) земли Шелонской пятины. Судя по содержанию, которое именуется как «Главы погостом», в ней содержались тексты по следующим территориям и погостам.
1. В Заверяжье в Люболядах.

2. В Паозерском погосте и в Заверяжье.

3. Голинской.

4. Коростынской.

5. Бурежской.

6. Фроловской.

7. Турской.

8. Лубинской.

9. Боротенской.

10. Березской.

11. Павской.

12. Логовешской.

13. Щирской.

14. Хмерской.

15. Быстреевской.

16. Лоситцкой.

17. Лятцкой.

18. Прибужской.

19. Щепетцкой.

20. Сумерской.

21. Белской.

22. Которской.

23. Дремятцкой.

24. Петровской.

25. Передолской.

26. Коситцкой.

27. Сабелской.

28. Сутцкой, да к тому ж припись Новая [Ру]са на Мшаге.

29. Медведцкой.

30. Струпинской.

31. Любынской.

32. Доворецкой.

33. Свиноретцкой.

34. Мусецкой.

35. Ретенской.

36. Шкнятинской.

37. Илеменской.

38. Михайловской.

39. Руса. Посад великого князя.

40. Рамышевской.

41. Черенчитцкой.

42. Коломенской.

43. Офремовской.

44. Воскресенской.

45. Дретонской.

46. Лосицкой.

47. Снежской.

48. Славетенской.

49. Должитцкой.

50. Черенчецкой.

51. В Руском же уезде Рожественской.

52. Дегожской.

53. Николской.

54. Пажеревитцкой.

55. Белской.

56. В Вышегородцком уезде Болчинской.

57. В Вышегородке великого князя за помещики.

58. В Вышегородцком же уезде Жедритцкой.

59. Ясенской.

60. Город Порхов.

61. Михайловской.

62. Карачюнской.

63. Опотцкой.

64. Дубровенской.

65. Ручьевской.

66. Ивангород на Нерове.

67. В Шелонской же пятине в Ямском уезде.

### Сохранность
В настоящее время текст этой писцовой книги сохранился в следующих архивных делах в виде списка конца XV — начала XVI века, выполнен скорописью, без скреп писца по листам.
- РГАДА. Фонд 137. Опись 1. Новгород. № 2.

Идёт вводная часть к переписи.

«Книги Новогороцкие Шолонские пятины писма Матфея Ивановичя Валуева, лета 7000 шестаго. А в них писаны пригороды, и волости, и ряды, и погосты, и села, и деревни великого князя, и за бояры, и за детми за боярскими, за помещики, и своеземцовы, и купетцкие деревни, и владычни, и манастырские села и деревни в сохи, по Новогородцкому; а в сохе по три обжы.»
Далее содержится описание Заверяжья, Паозерья, Голинского, Коростынского, Буряжского, Фроловского, Турского и начало Лубинского погостов.
Данная рукопись была опубликована в издании: «Новгородские писцовыя книги, изданные императорской Археографической комиссией», том четвертый, «Переписныя оброчныя книги Шелонской пятины», Санкт-Петербург, типография Министерства Внутренних Дел, 1886 год, редактор А. И. Тимофеев, столбцы 1-69.
- РГАДА. Фонд 137. Опись 1. Новгород. № 2-А.

Содержится описание: окончание Бельского, Которского, Дремяцкого (без конца), Коломенского (без начала и конца) погостов.
Данная рукопись была опубликована в издании: «Новгородские писцовыя книги, изданные императорской Археографической комиссией», том четвертый, «Переписныя оброчныя книги Шелонской пятины», Санкт-Петербург, типография Министерства Внутренних Дел, 1886 год, редактор А. И. Тимофеев, столбцы 71-138. Некоторые фрагменты трудночитаемого текста по Бельскому погосту были напечатаны: Андрияшев А. М. «Материалы по исторической географии Новгородской земли: Шелонская пятина по писцовым книгам 1498—1576 гг.», Часть 1: Списки селений, Москва, 1914 год, Дополнения и поправки, страницы 548, 549.
- РГАДА. Фонд 137. Опись 1. Псков. № 2

Содержится описание: Ясенского, Болчинского, Опоцкого, Дубровенского, Ручайского погостов, Чайковичей и крепости Ивангорода.
Данная рукопись была опубликована в издании: «Новгородские писцовыя книги, изданные императорской Археографической комиссией», том четвертый, «Переписныя оброчныя книги Шелонской пятины», Санкт-Петербург, типография Министерства Внутренних Дел, 1886 год, редактор А. И. Тимофеев, столбцы 141—227.
- РГАДА. Фонд 137. Опись 1. Новгород. № 2-Б.

Содержится несколько отрывков, а именно описания: окончание Лубинского, Боротенского, Березского, Павского, Логовещского, Щирского, Хмерского, начало Быстреевского, окончание Щепецкого, начало Сумерского, Передольского, Косицкого, начало Сабельского, середина Скнятинского, Илеменского, Михайловского, часть посада Русы, начало Околорусья, середина Рамышевского, окончание Черенчицкого, начало Коломенского, окончание Офремовского, Воскресенского, начало Дретонского, середина Бельского, середина Жедрицкого, начало города Порхова, середина Порховского окологородья, середина Карачунского погостов, отдельные листы по посаду Руса.
Данная рукопись была опубликована в издании: «Новгородские писцовыя книги, изданные императорской Археографической комиссией», том пятый, «Книги Шелонской пятины», Санкт-Петербург, Сенатская типография, 1905 год, редактор С. К. Богоявленский, столбцы 71-286. Помимо этого, описание посада Руса было опубликовано в издании: «Писцовые книги Новгородской земли», том 1, Москва, «Древнехранилище», «Археографический центр», 1999 год, составитель К. В. Баранов, страницы 105—127; 134—137.
- РГАДА. Фонд 1209. Опись 1. Часть 3. Дело 268. № 70.

Отрывок по Карачунскому погосту (описание части поместья Захара Беспятого с детьми и заголовок к описанию поместья Ондрея Данилова сына Лазорева); отрывок по Бельскому погосту (описание части поместий Иваки и Кости Розладиных детей Родивонова); отрывок по Вышгородскому уезду (описание части поместий князя Ивана Дмитриевича Тулупа и Алексея Тимофеева сына Терпигорева); лист с описанием посада Руса.
Данная рукопись была опубликована в издании: «Писцовые книги Новгородской земли», том 1, Москва, «Древнехранилище», «Археографический центр», 1999 год, составитель К. В. Баранов, страницы 117, 118; 138—142.
- ГИМ. Фонд 450. Дело 76.

Отрывок с описанием посада Руса.
Данная рукопись была опубликована в издании: «Писцовые книги Новгородской земли», том 1, Москва, «Древнехранилище», «Археографический центр», 1999 год, составитель К. В. Баранов, страницы 127—133; 137, 138.
Выписки
Помимо этого, часть текста писцовой книги 1497/98 года дошла до нашего времени в виде выписок в делах Новгородской Приказной избы.
- РГАДА. Фонд 1209. Столбцы по Новгороду. № 593/42816. Дело 41. Листы 11, 12.

Выписка по Лядскому погосту по сельцу Игомель.
Данная рукопись была опубликована в издании: «Писцовые книги Новгородской земли», том 1, Москва, «Древнехранилище», «Археографический центр», 1999 год, составитель К. В. Баранов, страница 143.
- РГАДА. Фонд 1209. Столбцы по Новгороду. № 578/42811. Дело 7. Листы 5, 6.

Аналогичная выписка по Лядскому погосту по сельцу Игомель (более краткий вариант).
Данная рукопись была опубликована в издании: «Писцовые книги Новгородской земли», том 1, Москва, «Древнехранилище», «Археографический центр», 1999 год, составитель К. В. Баранов, страницы 143, 144 (сноски).
- РГАДА. Фонд 1209. Столбцы по Новгороду. № 582/42813. Листы 2, 3.

Выписка по деревне Ручьи Передольского погоста.
Данная рукопись была опубликована в издании: «Писцовые книги Новгородской земли», том 1, Москва, «Древнехранилище», «Археографический центр», 1999 год, составитель К. В. Баранов, страница 144.
- РГАДА. Фонд 1209. Столбцы по Новгороду. № 591/42816. Дело 18. Лист 2.

Выписка по владениям Кузмодьянского монастыря в Чертицком погосте и в Локотцком погосте (деревня Горка).
Данная рукопись была опубликована в издании: «Писцовые книги Новгородской земли», том 1, Москва, «Древнехранилище», «Археографический центр», 1999 год, составитель К. В. Баранов, страница 144.

### Схема описания
В данной писцовой книге описание идёт по погостам. В погостах сначала описываются оброчные земли великого князя, затем поместные и в конце — совеземские (земецкие). Тексты по землевладениям описываются по «боярщинам» — участкам, бывшим ранее за тем или иным старым владельцем. В конце даётся итог по боярщине: количество деревень, людей, обёж, доход «по новому писму». В конце приводится итог по землевладению «по старому писму»: количество деревень, людей, обёж, доход. Далее — количественные изменения произошедшие за период между старым и новым письмом. В самом конце — общий итог по землевладению по новому письму и изменения в доходе с землевладения. Например.

"В Белском же погосте деревни Парфеевские да Гавриловские Олексеевых детей Ондроникова за Костею за Розладиным сыном Родивонова.

[идёт описание деревень]

И сех деревень по новому писму за Костею девять, а дворов шестнатцать и с теми, что в вопчей деревне, а людей полтретьяцать человек, а обеж девятнатцать, а сох шесть с третью.

А дохода с них емлет Костя денег полтора рубля новогородцких и три гривны з денгою, а хлеба дватцать и семь коробей ржы, осмнатцать коробей овса, четырнатцать коробей ячмени, полтретьи коробьи пшеницы, четвертка хме[лю], а мелкого доходу одиннатцать боранов, шестеро куров, два сыра, девять пятков лну, а ключнику шесть денег, три коробьи ржы, и овса, семь лопаток бораньих.

Да за Костею-ж за Розладиным деревни Ивановские Кущникова.

[идёт описание деревень]

И сех деревень по новому писму 4, оприче пустые деревни, а дворов 4, а людей 9 человек, а обеж 6, а сохи 2. А дохода с них шло денег полосмы гривны, а из хлеба четверть, да за четвертью боран да пяток лну. А ключнику гривна з денгою, 5 овчин, 5 сыров, пяток лну.

И всех деревень за Костею по старому писму в обеих боярщинах 14, а дворов 17 […], а людей 21 человек, а обеж 30. А старого дохода с них шло с обеих боярщин денег полосмы гривны и 5 денег, а хлеба поспом всякого 70 и пол шесть коробьи с 20 и 4 обеж, а со шти обеж четверть из хлеба. А за поспом и за четвертью мелкого доходу: 8 боранов, 18 сыров, 30 яиц, 19 пятков лну.

И убыла деревня, а обеж убыло 5, а прибыли 3 дворы, а людей прибыло во всех деревнях 13 человек.

А по новому писму за Костею в обеих боярщынах всех деревень 13, оприче пустые деревни, а дворов 20 и з болшим двором, а людей 30 и 3 человеки, а обеж полтретьятцать, а сох 8 с третью сохи. А дохода с них емлет Костя, и з ключником, денег 2 рубля Новогородцких и 4 гривны и 5 денег; а хлеба поспом всякого 50 и 5 коробей без счетвертки с з девятинатцати обеж; а со шти обеж четверть из хлеба. А за поспом и за четвертью мелкого доходу: 12 боранов, шестеро куров, 7 сыров, 5 овчин, 4 пятки лну. И переимает Костя перед старым доходом, и з ключником, денег полтора рубля и 4 гривны и 2 денги да 4 бораны, 12 сыров, 5 овчин. А не доимает хлеба всякого 20 коробей и трех четверток, двоенатцатера куров, 30 яиц, 15 пятков лну.

В селениях сначала перечисляются дворы и их хозяева, далее даётся размер пашни по селению в коробьях, закос сена в копнах, количество обёж. О различных угодьях (лесах, отхожих пожнях, озёрах) как правило не упоминается. Например, из описания того же поместья первой боярщины.

«(Дрв) [н]а Яне-озере: (в) Смешко Онкудинов, пашни четыре коробьи, а сена десять копен, обжа.

В деревне в вопчей в великого князя в Ысакове над Которьском в Ывашковской Степанова: (в) в болшом сам Костя Розладин. А хрестиян: (в) Сидорик да Кирилко Ивановы да Онкудинко, пашни восмь коробей, а сена тритцать копен, а боярского сена сто копен, две обжы.»

## Платёжная книга по письму Матвея Ивановича Валуева 7006 года
Как и писцовая книга, написана скорописью XV—XVI веков, скрепы по листам отсутствуют. Начало и конец рукописи утрачены.
- РГАДА. Фонд 137. Опись 1. Новгород. № 2-В.

Содержит краткое описание землевладений: указывается новый владелец, старый владелец, количество сох, для оброчных земель — оброк; селения упоминаются редко. Содержатся тексты по погостам: Голинский (без начала), Коростынский, Буряжский, Фроловский, Турский, Лубинский, Боротенский, Березский, Павский, Логовещский, Щирский, Хмерский, Быстреевский, Лосицкий, Лядцкий, Прибужский, Щепецкий, Сумерский, Бельский, Которский, Дремятский, Петровский, Передолский, Косицкий, Сабельский, Сутоцкий, Медведь, Струпинский, Любынский, Доворецкий, Свинорецкий, Мусецкий, Ретенский, Скнятинский, Илеменский, Михайловский, Околорусье, Рамышевский, Черенчицкий, Коломенский, Офремовский, Воскресенский, Дретонский, Лосицкий, Снежский, Славятинский, Должинский, Чертицкий, Руский уезд, Рождественский, Дегожский, Николский, Пажеревичский, Бельский, Болчинский, Облучский, Вышгород, Жедрицкий, Ясенский, Порхов, Михайловский, Карачунский, Ясенский, Болчинский, Опоцкий.
Данная рукопись была опубликована в издании: «Новгородские писцовыя книги, изданные императорской Археографической комиссией», том пятый, «Книги Шелонской пятины», Санкт-Петербург, Сенатская типография, 1905 год, редактор С. К. Богоявленский, столбцы 1-70.
Для примера приведём отрывок по уже упоминаемому поместью Кости Розладина в Бельском погосте.

«Костя Родивонов сын Розладина, деревни Парфеевские да Гавриловские Олексеевых детей Ондроникова сох 6 с третью, да Ивановские Кушникова сохи 2.»

## Писцовая книга дворцовых земель Шелонской пятины письма Матвея Ивановича Валуева 7007 года
В 1498/99 году Матвей Иванович Валуев повторно переписал некоторые дворцовые земли (существует мнение, что первая выполненная им перепись дворцовых земель прошла несколько неудачно по причине наложения слишком высоких податей), а также земли недавно отданные во Дворец. Сохранилась в виде нескольких списков середины XVIII века.
- РГАДА. Фонд 1209. Опись 1. № 706.

Описание дворцовых волостей в следующих погостах.
Листы 1-36об.
Паозерье, Курецком, Васильевском, Лукинском, Голинском, Березском, Боротенском, Быстреевском погостах (первая часть, в рукописи описание датировано 1500/1501 годом: «Списки с книги Шелонския пятины писма Матфеа Ивановича Валуева 7009 года, в них писаны великаго князя волости, и села, и деревни, и погосты»).
Листы 161-227об.
Лосицком, Быстреевском, Лядцком, Хмерском, Дремяцком, Петровском, Дремяцком, Городенском, Косицком, Ужинском, Взвад, Дегожском, Никольском, Жедрицком, Ясенском, Смолинской волости, Голинском погостах (вторая часть, ошибочно записана в рукописи другой переписью и датирована поэтому 1524 годом).
Листы 251—271.
Коростынском, Буряжском, Сумерском, Щепецком и Дегожском погостах (третья часть: «Книги дворцовые Шелонския пятины писма Матфея Ивановича Валуева лета 7007 году, тех волостей, которые приписал к дворцу ново»).
По листам рукописи идут скрепы XVIII века секретаря Алексея Молчанова и канцеляриста Алексея Белозерского.
Данная рукопись была опубликована в издании: «Новгородские писцовыя книги, изданные императорской Археографической комиссией», том пятый, «Книги Шелонской пятины», Санкт-Петербург, Сенатская типография, 1905 год, редактор С. К. Богоявленский, столбцы 287—315, 332—387, 407—422.
- РГАДА. Фонд 1209. Опись 1. № 705. Листы 39об.-57об.

Описание новоприписанных дворцовых волостей в: Коростынском, Буряжском, Сумерском, Щепецком и Дегожском погостах (аналогично третьей части предыдущего списка — дела № 706). По листам рукописи идут скрепы XVIII века канцеляриста в должности секретаря Данилы Храмеева и канцеляриста Никифора Палицына.
- АСПбИИ. Коллекция 115. Опись 1. № 496. Fº. Листы 62об.-64об.

Описание Лядцкого погоста (аналогично описанию из второй части дела № 706, датировано здесь 1500/1501 годом: «В писцовой книге писма Матфея Иванова сына Валуева семь тысяч девятого году написано. В Шелонской пятине в Ляцком погосте за великим князем дворцовые земли.»). Список составлен в 1744 году, по листам идут скрепы служителя Василия Воронова, секретаря Петра Лукина и подканцеляриста Николая Саблукова.